# Johnny Depp
John Christopher Depp II (Owensboro, Kentucky; 9 de junio de 1963) es un actor, director, productor de cine y músico estadounidense. Ha sido nominado en tres ocasiones al Óscar y recibió un Globo de Oro, un Premio del Sindicato de Actores y un César.
Comenzó su carrera en la película de terror A Nightmare on Elm Street de 1984 como Glen Lantz, una de las víctimas de Freddy Krueger. Dos años después, tuvo un papel de reparto en Platoon dirigido por Oliver Stone. Su papel de Tom Hanson en la serie de televisión 21 Jump Street lo convirtió en un ídolo adolescente. Mientras trabajaba en esta, Depp actuó en la película Edward Scissorhands, que le valió su primera nominación al Globo de Oro y reconocimiento por parte de la crítica. Posteriormente protagonizó la mayoría de las películas en las que trabajó, entre ellas Sleepy Hollow (1999), Pirates of the Caribbean: The Curse of the Black Pearl (2003) y sus respectivas secuelas, Charlie y la fábrica de chocolate (2005), Sweeney Todd: The Demon Barber of Fleet Street (2008), Alicia en el país de las maravillas (2010) y su secuela Alicia a través del espejo (2016), Animales fantásticos y dónde encontrarlos (2016) y su secuela Animales fantásticos: los crímenes de Grindelwald (2018), entre otras.
Parte de sus colaboraciones más reconocidas fueron con el director Tim Burton, con el que participó en nueve películas: Edward Scissorhands (1990), Ed Wood (1994), Sleepy Hollow (1999), Charlie y la fábrica de chocolate (2005), Corpse Bride (2005), Sweeney Todd (2007), Alicia en el país de las maravillas (2010), Sombras tenebrosas (2012) y Alicia a través del espejo (2016). 
Sus películas más taquilleras han sido la saga Piratas del Caribe con más de 3,9 mil millones de dólares, seguida de Alicia en el país de las maravillas con unos ingresos mundiales de 1024 millones, Charlie y la fábrica de chocolate con 474 millones y The Tourist con 278 millones en todo el mundo. La revista Vanity Fair lo ubicó en la segunda posición en la lista de «Las cuarenta celebridades de Hollywood con más ganancias a lo largo de 2010», con ingresos estimados en 100 millones de dólares. En 2003 y 2009 fue elegido como el hombre vivo más sexy del mundo por la revista estadounidense People

## Biografía
Hijo de John Christopher Depp (1938) un ingeniero civil, y de Betty Sue Palmer (1935-2016) —cuyo apellido de soltera era Wells—, una camarera, Johnny Depp nació el 9 de junio de 1963 en Owensboro (Kentucky). Tiene un hermano, Daniel, que es escritor, y dos hermanas: Christie, que trabaja como su administradora personal, y Debbie. Tiene ascendencia francesa, alemana, irlandesa y cheroqui, por lo que se autocalifica como un «perro mestizo». Según algunos biógrafos, la familia desciende de un inmigrante francés hugonote, Pierre Deppe o Dieppe, que se estableció en Virginia aproximadamente en 1700 y se integró en una colonia de refugiados ubicada sobre la cascada del río James. Más tarde, el actor dijo que su bisabuela creció en el grupo indígena Cheroqui o quizás en Indian Creek, aunque existe evidencia de lo contrario.
Durante su infancia se mudó a varios pueblos, entre ellos Miramar, cuando tenía siete años. En 1978, con quince, sus padres se divorciaron. Su madre se casó con Robert Palmer (fallecido en 2000), quien fue una gran fuente de inspiración para él. Posteriormente, Depp dijo: «No puedo decir que mi infancia fue perfecta, si hacía algo mal, me pegaban, si no, también».
Antes de desempeñarse como actor, trabajó como vendedor de bolígrafos por teléfono. Sobre este empleo, dijo: «Llamas a gente que no quiere recibir tu llamada. Pones tu voz más falsa y tratas de venderles una porquería de bolígrafos con sus nombres impresos en ellas». Luego de renunciar, trabajó como mecánico.

## Carrera

### Primeros trabajos
Su carrera en cine comenzó en 1984, cuando conoció a Nicolas Cage a través de su esposa Lori Anne Allison y este lo animó a probar suerte como actor. Su primer papel fue en la película de terror A Nightmare on Elm Street, dirigida por Wes Craven. Asistió a la audición y le agradó tanto a la hija del productor que finalmente fue elegido. Craven afirmó que Depp "tenía un carisma sosegado (...) En cierto sentido ejercía una atracción semejante a la de James Dean. Su personalidad era muy poderosa a la vez que sutil. Mi hija adolescente y sus amistades asistieron al casting y todos apostaron por Depp sin dudarlo. Su atractivo sexual entre las mujeres es innegable". En el largometraje interpretó a Glen Lantz, el novio de la protagonista. Su personaje muere a manos del villano principal Freddy Krueger. Su debut en la televisión fue un año más tarde, cuando interpretó a Lionel Viland en la serie dramática Lady Blue. Coprotagonizó también la comedia Private Resort (1985) y trabajó en el cortometraje Dummies como Pete. Depp se convirtió en un ídolo adolescente a finales de la década de 1980, con su interpretación del policía Tommy Hanson en la serie de televisión 21 Jump Street, que comenzó a emitirse en 1987. El drama policíaco mostraba la dedicación de unos jóvenes agentes al investigar y solucionar delitos en entornos juveniles, tales como institutos y universidades. Depp aceptó el papel ya que representaba una oportunidad para trabajar junto a Frederic Forrest, que interpretó al capitán Richard Jenko. Posteriormente, decidió aparecer solo en una película de la serie, estrenada en 2012, en la que Depp y algunos miembros del reparto original hicieron cameos.
En 1986 participó en Platoon, de Oliver Stone, en donde interpretó a Gator Lerner, un soldado de la guerra de Vietnam que consume drogas en su tiempo libre junto a sus compañeros. El filme ganó varios premios, entre ellos el Óscar a la mejor película. Ese mismo año realizó unas escenas para la película Thrashin', aunque fue despedido tras varios desacuerdos con el productor. Además, actuó en el cortometraje R. P. G. en el papel de Vinnie Dooler y en el telefilme Slow Burn como Donnie Fleischer. Un año después participó en el episodio "Unfinished Business" de la serie de la ABC Hotel como Rob Cameron y además retomó papel de Vince en la secuela R. P. G. II.

#### Trabajos con Tim Burton y reconocimientos (1990-2000)

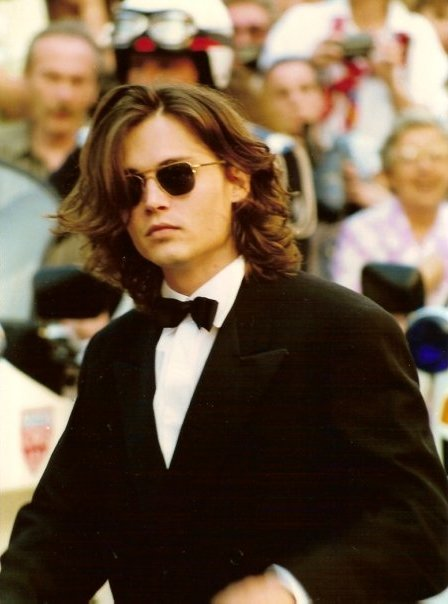
Depp en el Festival de Cannes de 1992

En 1990 protagonizó la comedia ambientada en la década de 1950 Cry-Baby, donde fue Wade Walker, un joven conocido por su habilidad de llorar una única lágrima. Si bien el largometraje no fue un éxito taquillero, pues contó con un presupuesto de doce millones de dólares y recaudó poco más de ocho millones, con el tiempo consiguió el estatus de película de culto. Ese mismo año interpretó a Edward Scissorhands en el largometraje del mismo nombre dirigido por Tim Burton, donde compartió reparto con Winona Ryder. A pesar del éxito repentino del actor, Burton no estaba familiarizado con su rendimiento en la serie 21 Jump Street. Aun así, Depp fue la primera opción del director para interpretar al protagonista. El crítico Peter Travers, de la revista Rolling Stone, describió la interpretación como «fabulosa». Por su actuación, recibió una nominación al Premio Globo de Oro al mejor actor en comedia o musical. Luego de la finalización de 21 Jump Street en 1991, se matriculó en el Loft Studio de Los Ángeles para asistir a clases de actuación.
Desde 1991 hasta 1993 realizó varios papeles como actor principal. Realizó un cameo como el joven del televisor en la película de terror Freddy's Dead: The Final Nightmare, sexta entrega de la saga en la que había participado anteriormente. En los créditos figura como Oprah Noodlemantra. Interpretó a Sam en la comedia romántica Benny & Joon, dirigida por el canadiense Jeremiah Chechik y coprotagonizada por Aidan Quinn y Mary Stuart Masterson. Por su actuación, fue candidato a un Globo de Oro en la categoría mejor actor en comedia o musical. En 1993 también protagonizó los largometrajes El sueño de Arizona, de Emir Kusturica, y ¿A quién ama Gilbert Grape?, de Lasse Hallström. La primera narra la historia de un joven afincado en Nueva York que se ve obligado a regresar a sus orígenes en Arizona, donde comienza una nueva etapa de su vida. La segunda es una odisea cómica-trágica acerca de una familia disfuncional que vive en Iowa. Todd McCarthy, de la revista Variety, elogió la actuación de Depp. Con un presupuesto de once millones de dólares, el largometraje se convirtió en un fracaso financiero y crítico que recaudó solo nueve millones.
En 1994, en una nueva producción de Burton, interpretó al director de cine Ed Wood en la película del mismo nombre. Depp dijo que con solo escuchar diez minutos sobre el proyecto aceptó el papel, y además declaró que trabajar con Martin Landau «rejuveneció [su] amor por la actuación». Con este nuevo trabajo, el productor Scott Rudin declaró que Depp estaba "actuando en todas las películas de Tim Burton" y, aunque el realizador desaprueba el comentario, el actor sí está de acuerdo. A pesar de ganar dos Premios Óscar y ser candidata a tres Globo de Oro, la película tuvo una baja recepción en la taquilla estadounidense. Sin embargo, la crítica elogió la actuación de Depp. También protagonizó la película producida por Francis Ford Coppola y coprotagonizada por Marlon Brando y Faye Dunaway Don Juan DeMarco, en la que interpreta a un joven Don Juan que, al no poder conquistar a su amada, intenta suicidarse. Don Juan DeMarco fue candidata a varios premios, mientras que Depp recibió el Premio ALFS al actor del año, por su rol en este film y en Ed Wood.

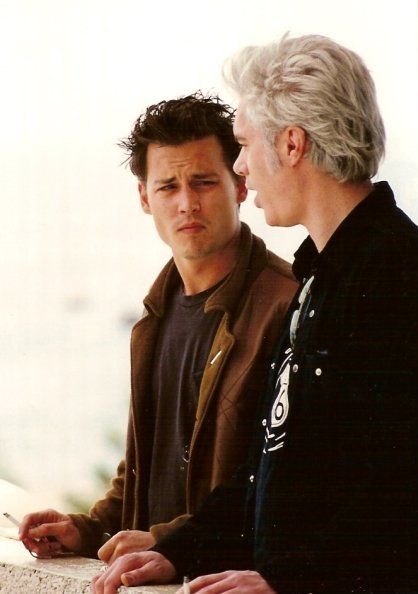
Depp junto al cineasta Jim Jarmusch, quien lo dirigió en Dead Man, en el festival de cine de Cannes de 1995

Posteriormente interpretó a William Blake en el western en blanco y negro Dead Man, donde su personaje realiza un viaje órfico, una travesía del cielo hacia el infierno. El crítico Roger Ebert escribió que observó a un Depp «triste y perdido». También protagonizó, junto con Christopher Walken, la película de acción Nick of Time realizada por John Badham, que recaudó poco más de ocho millones de dólares en Estados Unidos. En 1997 dirigió, produjo, escribió y protagonizó The Brave, que contó con la participación de Marlon Brando y, aunque fue exhibida en el Festival de Cannes, no se estrenó en Estados Unidos. Ese mismo año coprotagonizó el largometraje de Mike Newell, Donnie Brasco, donde interpretó a Joseph D. Pistone, un infiltrado en la poderosa familia criminal Bonanno. El resto del elenco estuvo conformado por Al Pacino y Michael Madsen. La película fue candidata al Premio Óscar al mejor guion adaptado y fue un éxito de taquilla.
En 1998 protagonizó la comedia negra Fear and Loathing in Las Vegas, adaptación del libro de Hunter S. Thompson. Allí, interpretó a un periodista llamado Raoul Duke y compartió reparto con el actor puertorriqueño Benicio del Toro. Con el tiempo, la surrealista película consiguió un estatus de culto. Roger Ebert criticó la actuación de Depp diciendo: «Johnny Depp tuvo problemas por destrozar una suite en Nueva York, al igual que los protagonistas de Fear and Loathing in Las Vegas. Después de que River Phoenix murió de una sobredosis fuera del club de Depp, no creo que esto le debería dar gracia. Pero por supuesto, no hay mucho humor en esta historia». En 1999, nuevamente bajo la dirección de Burton, interpretó a Ichabod Crane, un agente que llega a un pueblo donde un asesino sin cabeza decapita a sus víctimas en Sleepy Hollow. Para su personaje, se inspiró en Angela Lansbury, Roddy McDowall y Basil Rathbone. El actor declaró: «Siempre he pensado en el personaje de Ichabod como muy delicado, frágil, que estuvo tal vez un poco demasiado en contacto con su lado femenino, como una niña asustada». Depp fue candidato al Premio Saturn en la categoría mejor actor, pero perdió ante Tim Allen por Galaxy Quest. Ese año realizó un cameo en el especial de Red Nose Day de la sitcom The Vicar of Dibley de BBC One y protagonizó la película de suspenso The Ninth Gate basada en la novela de Arturo Pérez-Reverte El club Dumas, dirigida por  Roman Polanski. Allí interpretó a Dean Corso, un comerciante de libros exóticos. Se unió a la producción al conocer a Polanski en el festival de cine de Cannes de 1997, donde se exhibía The Brave, aunque en un principio el director no estaba seguro en darle el papel a Depp, porque éste contaba con treinta y cuatro años y el personaje unos cuarenta.

### 2000-2010
En 2000 obtuvo el papel de Roux en el largometraje romántico Chocolat, dirigido por el sueco Lasse Hallström, donde su personaje es el interés amoroso de la protagonista, Vianne Rocher, interpretada por Juliette Binoche. Trabajó en las películas dramáticas The Man Who Cried (2000) en el rol de César y Antes que anochezca (2001) como Bon Bon, también llamado teniente Víctor. También realizó una pequeña participación en el programa de sketches de la BBC The Fast Show, como un cliente de una tienda que es interrogado por dos sastres.
En 2001 protagonizó Blow, donde interpretó a George Jung, un expresidiario y exnarcotraficante estadounidense miembro del Cartel de Medellín y mayor responsable de la importación de cocaína a Estados Unidos en la década de 1970 y en el inicio de la de 1980. La película, coprotagonizada por Penélope Cruz, recaudó más de ochenta millones de dólares sobre los cincuenta millones de presupuesto. El sitio web Rotten Tomatoes escribió: «Con elementos que parecen tomados de películas como Goodfellas y Boogie Nights, Blow no hizo bien las cosas, a pesar de contar con una excelente actuación de Johnny Depp». También en 2001 interpretó al inspector Frederick George Abberline en el largometraje Desde el infierno, basado en el caso de Jack el Destripador, dirigido por Albert Hughes y con Ian Holm en el reparto. El personaje de Depp es el encargado de investigar los misteriosos asesinatos a prostitutas en el barrio londinense de Whitechapel.
Posteriormente, protagonizó la película de aventuras Pirates of the Caribbean: The Curse of the Black Pearl, donde interpretó al excéntrico pirata Jack Sparrow, que terminó por convertirse en uno de sus personajes más populares. La productora, Walt Disney Pictures, lo contrató, aunque en un principio se había pensado en Hugh Jackman. A diferencia del resto del reparto, quienes construyeron sus respectivos personajes de forma tradicional, Depp investigó sobre los piratas del siglo XVIII, los comparó con algunas estrellas de rock y basó su papel en el guitarrista de los Rolling Stones, Keith Richards. Sin embargo, por esta acción, casi fue despedido. Para el personaje de pirata, al que llegó a llamar «una gran parte de mí», accedió a colocarse un diente de oro. recibió un Premio del Sindicato de Actores al mejor actor y su primera nominación al Óscar en la misma categoría. También coprotagonizó la película dirigida por Robert Rodriguez Once upon a time in Mexico, en la que interpreta a Sheldon Jeffrey Sands, un agente de la CIA, y participó en el video-cortometraje Blooper Reel como Jack Sparrow.
En 2004, interpretó a James Matthew Barrie, creador de Peter Pan, en Finding Neverland, que narra la vida de un dramaturgo que, tras un fracaso, decide crear una nueva historia, fomentada por Sylvia (Kate Winslet) y sus hijos. Fue candidato al Premio Óscar por segunda ocasión, al Globo de Oro y al BAFTA. Esta no fue la única vez que trabajó con Freddie Highmore, ya que este lo acompañó en Charlie y la fábrica de chocolate del siguiente año. En 2004 también trabajó en el largometraje de suspenso La ventana secreta, en la serie de televisión King of the Hill, en la película Ils se marièrent et eurent beaucoup d'enfants y en The Libertine. 
En 2005 protagonizó dos películas de Burton: Charlie y la fábrica de chocolate y Corpse Bride. En la primera, interpretó al peculiar fabricante de dulces Willy Wonka. Depp se inspiró en Anna Wintour, Michael Jackson y Howard Hughes para su papel. Gene Wilder, quien interpretó a Wonka en la película de 1971, criticó inicialmente esta versión del largometraje: «Es todo cuestión de dinero. Son solo un par de personas sentadas diciendo: '¿Cómo podríamos ganar un poco más de dinero?' ¿Por qué otra razón reharían a Willy Wonka?». A pesar de recibir buenas críticas por el papel, Roger Ebert comentó que lo había decepcionado la actuación de Depp. En Corpse Bride, le dio voz a Víctor Van Dort, un joven de la época victoriana. La película fue candidata al Óscar a la mejor película de animación. En 2006 y 2007 retomó el personaje de Jack Sparrow en las secuelas de Piratas del Caribe, Dead Man's Chest y At World's End, respectivamente. Ambas fueron grandes éxitos a nivel taquillero

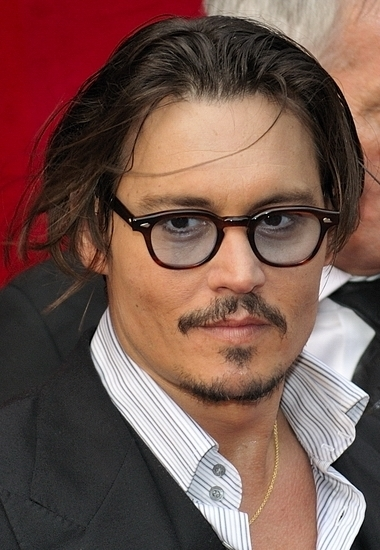
Johnny Depp en el estreno de Enemigos públicos en París, en julio de 2009

Luego de terminar la tercera entrega de Piratas del Caribe, personificó a Benjamin Barker alias «Sweeney Todd», un barbero que fue encarcelado injustamente quince años y a su regreso toma venganza, en Sweeney Todd: The Demon Barber of Fleet Street, dirigida por Burton. Depp citó a Peter Lorre en Las manos de Orlac (1935) como su principal influencia para el papel, practicó las canciones del musical durante el rodaje de Piratas del Caribe: en el fin del mundo, y trabajó con Bruce Witkin para dar forma a su voz. Chris Nashawaty, de la revista Entertainment Weekly, afirmó que «la voz de Depp le hace preguntarse a uno qué otros trucos ha estado escondiendo... Viéndolo ejercer en la barbería con sus navajas... no es difícil recordar a Edward Scissorhands... y toda la belleza retorcida que nos habríamos perdido si Burton y Depp nunca se hubiesen conocido». Un crítico de New York Times describió su forma de cantar como «áspera y tenue, pero increíblemente poderosa». Asimismo, Anthony Thomasini de The New York Times, añadió: «La voz de Johnny Depp no tiene tanto peso o poder. A pesar de esto, su oído es, obviamente, excelente, porque su tono es perfecto. Más allá del buen nivel mostrado, la expresividad de su canto es crucial para la representación. A pesar de la tonalidad de Sweeney, exteriormente es un hombre malhumorado, consumido por una furia asesina que amenaza con estallar cada vez que respira y se prepara para hablar. Sin embargo, cuando canta, su voz cruje y se rompe con la tristeza».
Depp recibió su tercera nominación al Óscar y ganó su primer Globo de Oro por Sweeney Todd: The Demon Barber of Fleet Street. El 18 de febrero de 2008 el portavoz de Jude Law informó que este junto con Depp y Colin Farrell sustituirían en las escenas finales al fallecido Heath Ledger en la película The Imaginarium of Doctor Parnassus. Finalizada esta, los tres donaron sus ganancias a la hija de Ledger, Matilda. En 2009 fue el asaltante de bancos John Dillinger en Enemigos públicos. Depp describió a Dillinger como una carismática estrella de rock de la época, que vivió de la manera que quiso. Además, comentó que sintió un tipo de conexión con el personaje. Para interpretarlo tuvo que recurrir al padre de este para saber cómo se movía y hablaba. El largometraje recibió buenas críticas en general. Roger Ebert comentó que le había gustado la actuación. Asimismo, participó en el episodio «SpongeBob vs. The Big One» de la serie animada Bob Esponja; allí dio voz a Jack Kahuna Laguna, un gurú que enseña a surfear al personaje principal. De acuerdo con Sarah Noonan, vicepresidente del casting de Nickelodeon, Depp aceptó el papel ya que, junto a sus hijos, es seguidor de la serie, mientras que la presidente, Brown Johnson, dijo: «Estamos emocionados de tener a Johnny Depp como estrella invitada en el especial que da inicio a la celebración del décimo aniversario de la serie».

#### A partir de 2010

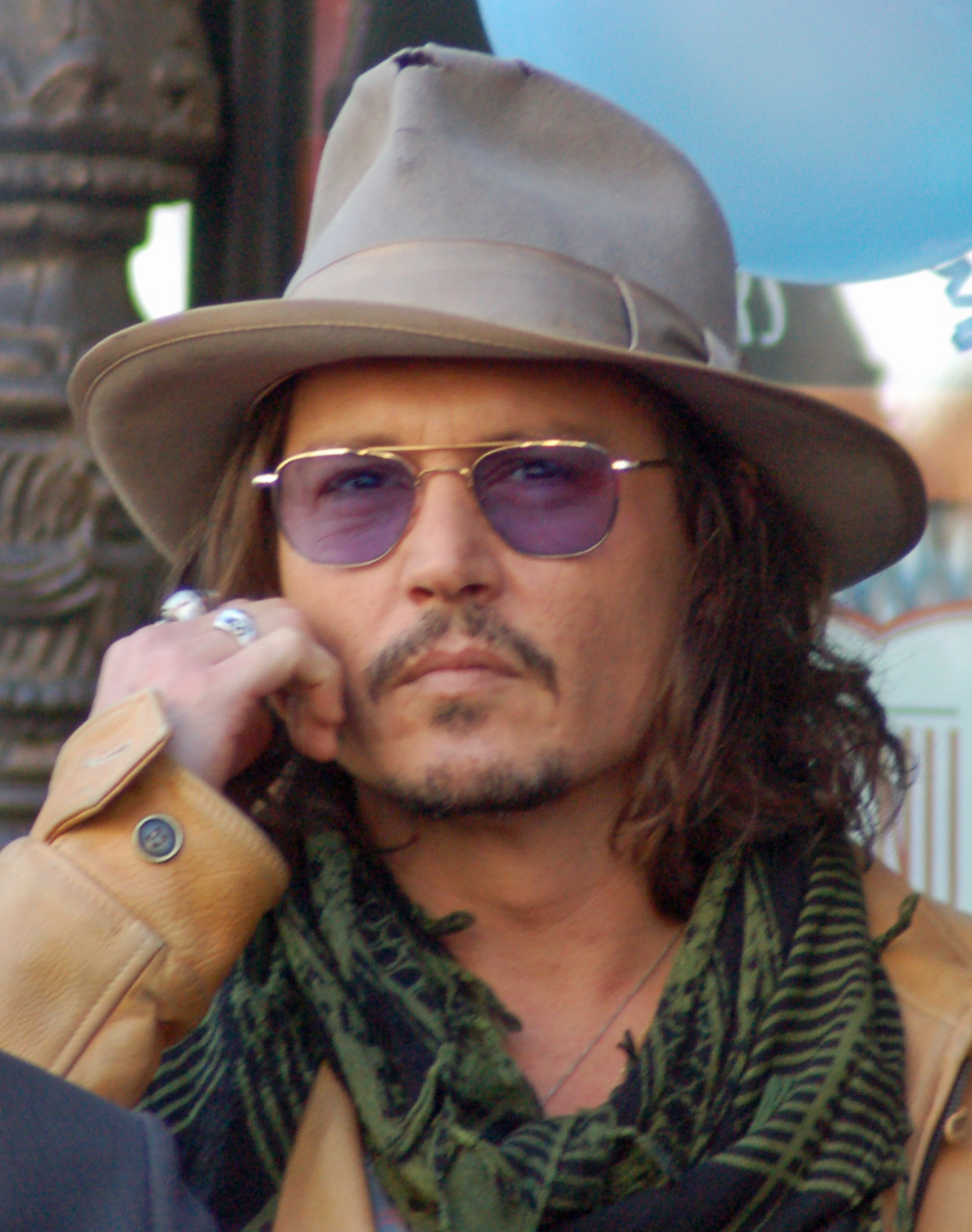
Depp en una ceremonia en el Paseo de la Fama, en abril de 2011

En 2010 protagonizó, junto a Angelina Jolie, el largometraje The Tourist, dirigido por Florian Henckel von Donnersmarck. Depp interpretó a Frank Tupelo/Alexander Pearce, un profesor universitario. El periódico The Dallas Morning News afirmó que Depp y Jolie eran «las estrellas más sexys de la temporada». Por su trabajo, ganó el Teen Choice Award y People's Choice Award al mejor actor y fue nominado a un Globo de Oro al mejor actor en comedia o musical. Además, The Tourist ingresó un total de 278,3 millones de dólares en la taquilla a nivel mundial, sobre un presupuesto de cien millones. Ese mismo año, personificó a Tarrant Hightopp, El Sombrerero (o Sombrerero Loco), en la película de Burton Alicia en el país de las maravillas, basada en los libros de Lewis Carroll. Depp se encontraba en Chicago, en el rodaje de Enemigos públicos, cuando Burton lo llamó para hablar sobre el proyecto. Ambos diseñaron el atuendo y la apariencia del personaje, según ellos para reflejar las emociones de este. Sobre la interpretación de Depp, el director comentó: «Johnny trató de encontrar una base para el personaje en lugar del 'solo está loco' [...] Su objetivo fue tratar de llevar a cabo un lado humano a la extrañeza del personaje. Siempre intenta hacer eso cuando trabaja conmigo».
Por su papel en Alicia en el país de las maravillas, consiguió su décima nominación al Globo de Oro. Realizó su segundo trabajo como actor de voz en 2011, cuando interpretó al protagonista de Rango. El largometraje trata de un joven camaleón que vive en un terrario. La película recaudó 245,7 millones de dólares en la taquilla mundial y ganó el Óscar a la mejor película de animación. Ese mismo año protagonizó la cuarta entrega de la saga Piratas del Caribe, On Stranger Tides. Previamente, había mencionado que volvería a interpretar a Sparrow en otra entrega solo si los escritores creaban un buen guion: «Quizá haya una cuarta, quinta o sexta entrega [...] Si se tiene un buen guion, ¿por qué no? En algún momento esto acabará, pero por ahora no puedo decir que haya terminado». El actor confirmó su participación en la película en septiembre de 2008. En el largometraje, su personaje trata de encontrar la fuente de la juventud. El elenco estuvo formado por varios actores, entre ellos Ian McShane y Penélope Cruz.
En 2012 personificó a Barnabas Collins en Sombras tenebrosas, adaptación cinematográfica de la serie de televisión. Su personaje es un vampiro que despierta luego de dormir durante décadas. La película se estrenó en mayo de ese año y fue dirigida por Tim Burton. Depp también realizó un cameo en la serie animada Padre de familia, en la que retomó su personaje Edward Scissorhands. Aceptó aparecer en la serie debido a que la veía con sus hijos y se considera un fanático. El productor ejecutivo de la tira mencionó: «Cuando él estaba grabando, decía que no había hecho esa voz desde que hizo la película. Pudo revivir el personaje cuando le mostramos un fragmento de la película. Lo hizo fantástico [...] y demostró una enorme paciencia con todas las mujeres de nuestra oficina que lo adulaban».

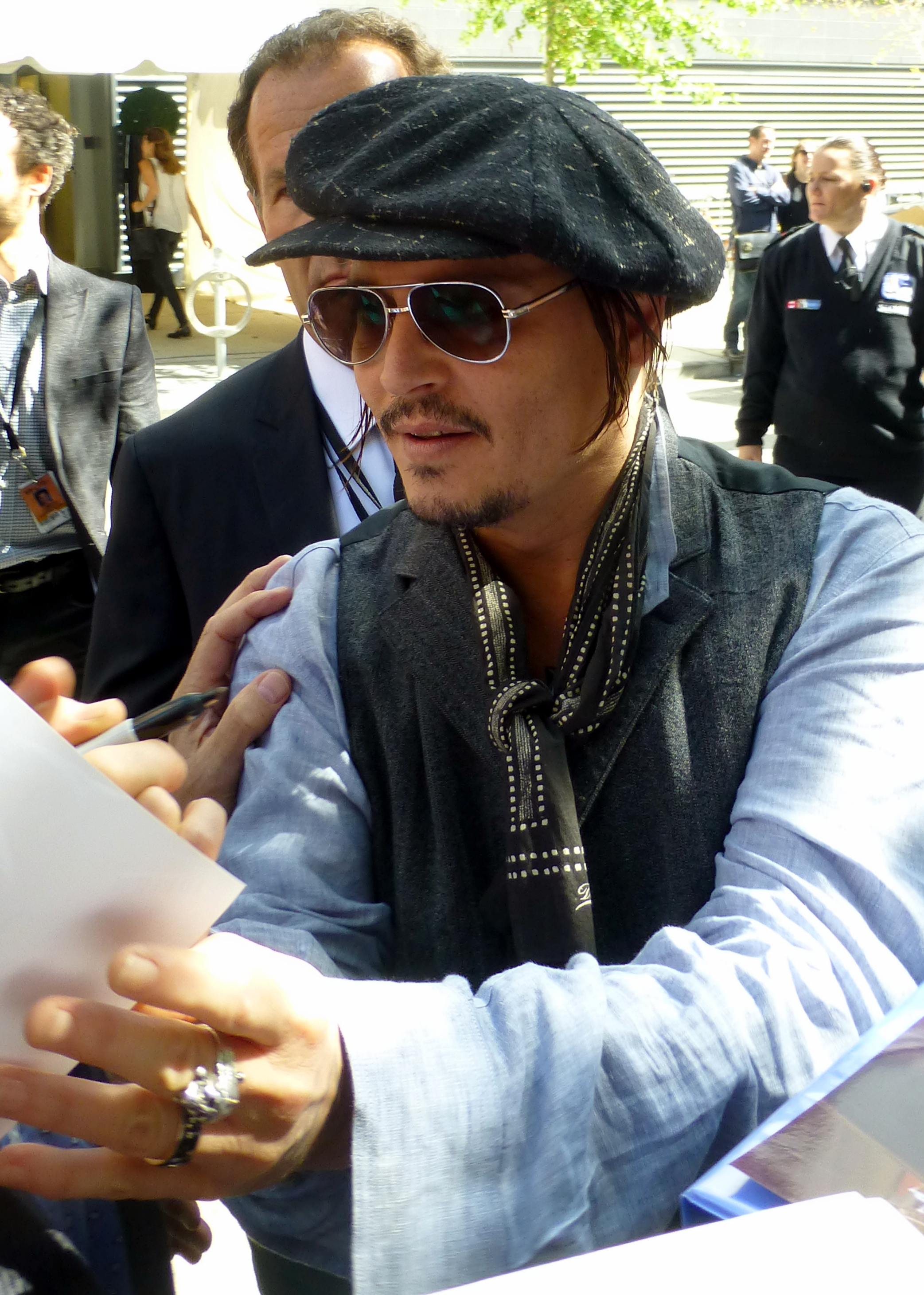
Depp antes de una conferencia de prensa sobre Black Mass (2015)

En 2014 participó en Into the Woods, en el papel de El Lobo. El elenco también lo conformaron, entre otros, Meryl Streep, Tracey Ullman, Emily Blunt y Anna Kendrick. El largometraje obtuvo tres candidaturas al Premio Óscar. En octubre de 2012, entró en negociaciones para protagonizar el filme de ciencia ficción Transcendence, donde fue un exitoso investigador de inteligencia artificial llamado Will Caster. La revista The Hollywood Reporter informó que había cobrado veinte millones de dólares, más un 15 % de los beneficios de la película. En 2015 interpretó a Whitey Bulger, uno de los criminales más importantes de la historia de los Estados Unidos, en el drama Black Mass dirigido por Scott Cooper. En el reparto lo acompañaron, entre otros, Joel Edgerton y Benedict Cumberbatch. La película se estrenó el 18 de septiembre de 2015 en el festival de cine de Venecia.
El 27 de mayo de 2016 se estrenó la secuela de Alicia en el país de las maravillas, A través del espejo, donde Depp y Mia Wasikowska repitieron sus papeles del Sombrerero y Alicia. Ese año también tuvo un papel secundario en la comedia de terror Yoga Hosers, donde también actúan su expareja Vanessa Paradis y su hija Lily-Rose Depp. Depp parodió a Donald Trump en la Spoof movie Donald Trump's The Art of the Deal: The Movie (2016), realizada y distribuida por el portal humorístico Funny or Die. La sátira fue bien recibida y la actuación de Depp fue elogiada por la crítica. Owen Burke, editor en jefe de Funny or Die, dijo: «Johnny trajo a un equipo de profesionales para que lo ayudaran a meterse en el papel, o al menos en su peinado». Brian Lowry, de la revista Variety, escribió que el actor estaba "casi irreconocible". En octubre de 2016, se confirmó que formaría parte del reparto de la película Animales fantásticos y dónde encontrarlos, una historia ambientada en el mismo mundo de Harry Potter, e inmediatamente comenzaron a circular rumores sobre a quién interpretaría. Ese mes se reveló que sería Gellert Grindelwal, un amigo de la infancia de Albus Dumbledore y poderoso mago oscuro, extremadamente peligroso. Si bien Depp solo realizó un cameo en el primer largometraje, el personaje cobra importancia en la secuela.
En 2017 se estrenó la quinta entrega de la saga Piratas del Caribe, Piratas del Caribe: La venganza de Salazar, donde interpreta nuevamente al capitán Jack Sparrow, que se enfrenta a un grupo de piratas-fantasma comandados por uno de sus viejos enemigos, el capitán Salazar (interpretado por Javier Bardem), recién salido del Triángulo de las Bermudas.
En 2023, interpretó a Luis XV en Jeanne du Barry, película dirigida por Maïwenn sobre Madame du Barry, amante del rey.

### Carrera musical y otros proyectos

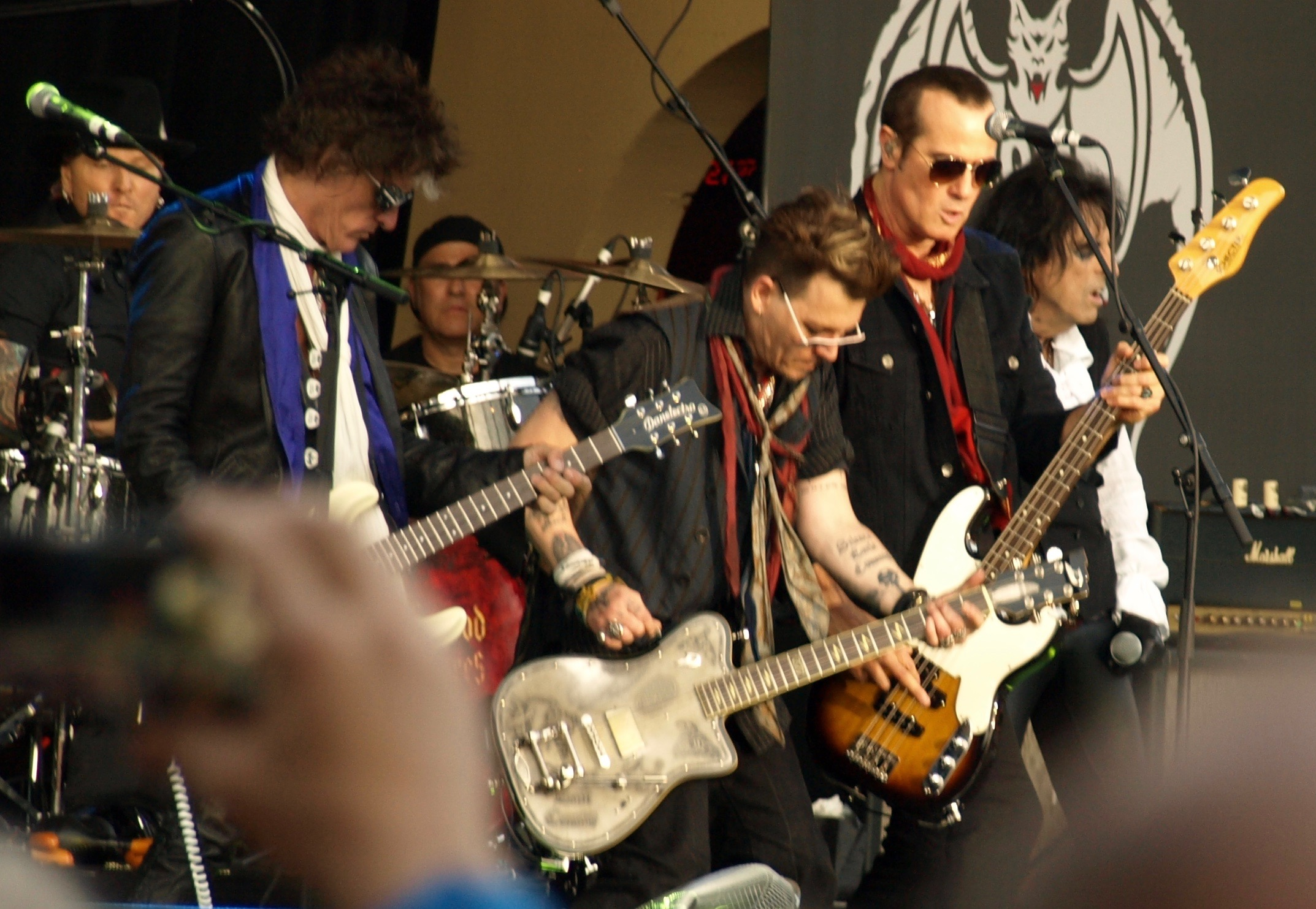
Depp —tercero de derecha a izquierda— en una presentación de Hollywood Vampires en Estocolmo, el 30 de mayo de 2016.

Depp desarrolló su interés por la música viendo a sus primos, quienes pertenecían a un conjunto de góspel y al visitar su casa cantaban canciones evangélicas. A los doce años, su madre le compró una guitarra eléctrica que aprendió a tocar de forma autodidacta mientras escuchaba discos. Comenzó a tocar en varias bandas de garaje hasta que formó su propio grupo en honor a su entonces novia, Meredith. Cuando sus padres se divorciaron, Depp comenzó a consumir alcohol y drogas, y dejó la escuela secundaria con la idea de convertirse en músico. Continuó formando diversos grupos, que realizaban mayormente covers de artistas como Van Halen. Durante la década de 1980 formó Flame, quienes en un principio simplemente se vestían con camisetas con el nombre de la banda estampado, y tocó con el grupo belga The Kids. Debido a problemas financieros, dejó temporalmente la música y comenzó a dedicarse a la actuación: «Nunca pensé en actuar, pero había que pagar rentas, cuentas... Había que buscar alternativas».
Depp usó una slide en las canciones de Oasis «Fade In-Out» y «Fade Away». También tocó una guitarra acústica en la película Chocolat (2000) y participó en la banda sonora de Érase una vez en México (2003). Colaboró también en el primer disco solista de Shane MacGowan, de The Pogues, de quien es amigo. También fue miembro de P, un grupo formado por el cantante de Butthole Surfers, Gibby Haynes, el bajista de Red Hot Chili Peppers, Flea, y el guitarrista de Sex Pistols, Steve Jones. Ha aparecido en videoclips como Into the Great Wide Open de Tom Petty & The Heartbreakers y en Creep de Radiohead. También colaboró con el artista Marilyn Manson para la canción «You're So Vain» —original de Carly Simon— del álbum Born Villain de 2012, así como en el videoclip «My Valentine» y en «Queenie Eye» de Paul McCartney. En 2015, junto a Alice Cooper y Joe Perry formó un supergrupo de hard rock llamado Hollywood Vampires, del que es guitarrista. El 11 de septiembre editaron su álbum debut, que contiene once covers de rock clásico y dos canciones originales escritas principalmente por Depp.[cita requerida] Sus dos primeras presentaciones con la banda fueron en septiembre, en el Roxy Theatre de Los Ángeles y en el festival Rock in Rio de Brasil. Además, tocó Cooper «I'm Eighteen» y «School's Out» en el 100 Club londinense.
En 2004 Depp fundó la productora Infinitum Nihil para desarrollar películas en las que trabaja como actor y/o productor. Es director ejecutivo y su hermana, Christi Dembrowski, es la presidenta. La primera producción de la empresa fue en 2011 con The Rum Diary, una adaptación de la novela del mismo nombre escrita por Hunter S. Thompson. Además de las películas Hugo, dirigida por Martin Scorsese y Sombras tenebrosas, de Tim Burton. Junto con Sean Penn, John Malkovich y Mick Hucknall, es dueño del bar-restaurante francés «Man Ray». Además, junto con Douglas Brinkley, en 2013 editó la novela inédita House of Earth del cantante Woody Guthrie.
En 2020, presentó en el Festival de San Sebastián Crock of Gold, un documental producido por él y dirigido por Julien Temple, sobre Shane MacGowan, cantante y compositor principal de The Pogues.
En agosto de 2022 se dio a conocer que retomaría su carrera como director con una película sobre Amedeo Modigliani, que comenzaría a rodarse en Europa en 2023, coproducida por Al Pacino.

## Vida privada

### Relaciones

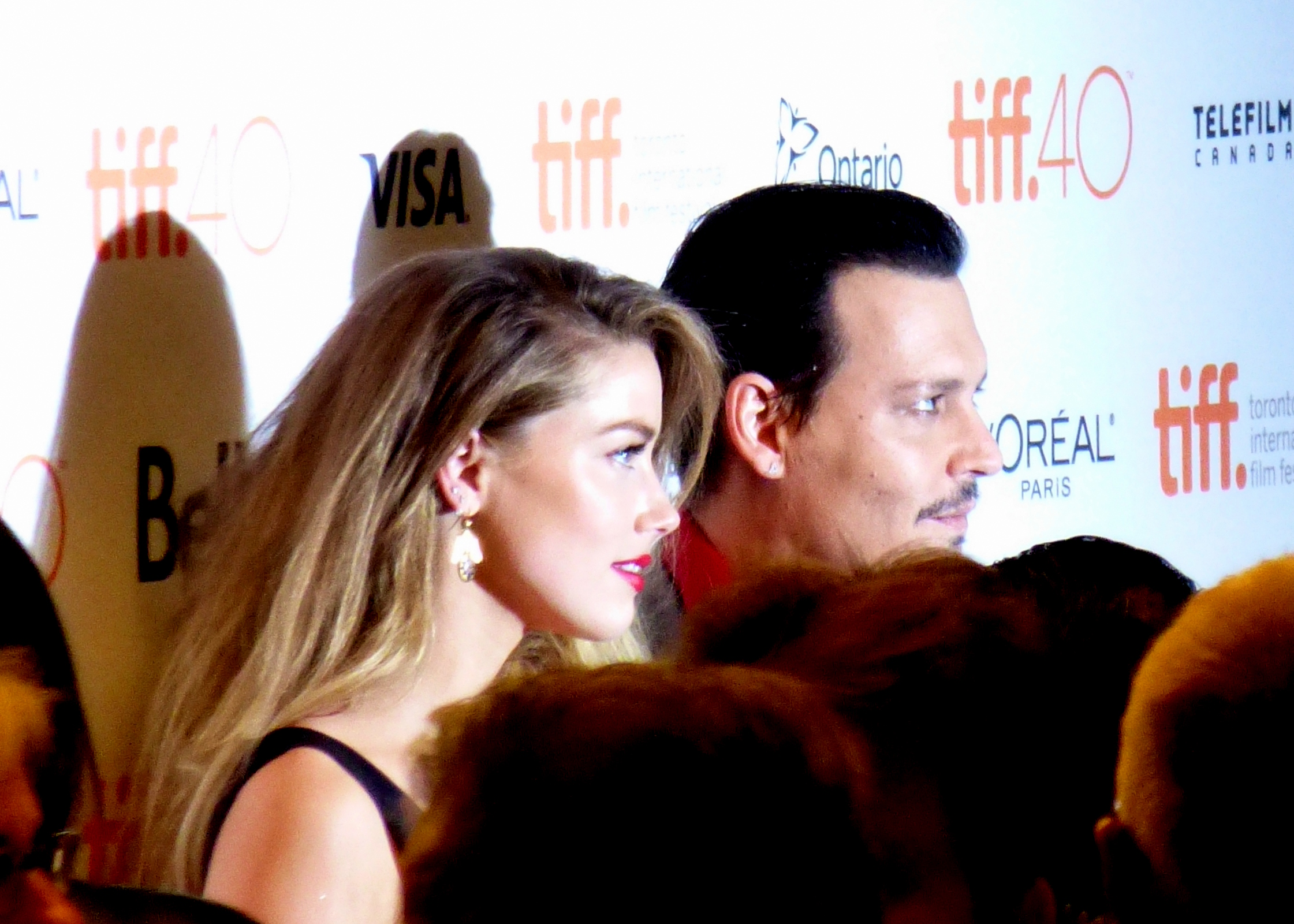
Depp y Amber Heard en el Festival de Cine de Toronto de 2015

Depp se casó con la maquilladora Lori Anne Allison el 20 de diciembre de 1983, pero se divorció en 1985. Durante la década de 1990, se relacionó con muchas mujeres, entre ellas, Sherilyn Fenn, Jennifer Grey, Winona Ryder y Kate Moss. La más conocida de todas sus relaciones fue con Ryder, con quien estuvo tres años, desde julio de 1990. Durante su noviazgo, Depp se tatuó en el brazo la frase «Winona Forever» (Winona por siempre) pero, después de la separación, lo modificó a «Wino Forever» (Borracho por siempre).
Después de su separación de Moss, comenzó una relación con la actriz y cantante francesa Vanessa Paradis, a quien conoció en el rodaje de The Ninth Gate, en Francia, en 1998. La pareja tuvo una hija, Lily-Rose Melody, nacida el 27 de mayo de 1999, y un hijo, John Christopher III, nacido el 9 de abril de 2002. La familia dividía su tiempo entre Hollywood y la campiña del sur de Francia y tenía también apartamentos en París y Manhattan. En junio de 2012, luego de catorce años de relación, anunciaron su separación. Con respecto a la ruptura, Depp afirmó: «El último par de años ha sido agitado... A veces, ciertamente desagradable, pero esa es la naturaleza de las rupturas, supongo, sobre todo cuando hay niños de por medio [...] Las relaciones son difíciles. Especialmente en mi situación, porque estás constantemente fuera o ellos están fuera, con lo que es duro. No era fácil para ella. No era fácil para mí. No era fácil para los niños [...] Es duro para todos, para Vanessa no ha sido nada fácil, para mí no ha sido fácil. Los niños son lo más complicado, porque son lo primero. No puedes protegerlos, porque estarías mintiéndoles. Así que al menos puedes ser sincero con ellos y decirles la verdad absoluta, era muy importante no hacerme el tonto».
Durante su separación de Paradis, el actor entabló una amistad con el cantante de heavy metal Marilyn Manson. Sobre esta, el músico aclaró «Johnny y yo nunca fuimos colegas de copas, aunque él fue el que me introdujo en la absenta, puedo culparlo por eso. Creo que hubo una especie de destino que nos juntó recientemente. Ambos estábamos pasando por ciertos problemas en zonas extrañas de nuestras mentes y nuestras vidas, y estar con él me hacía más feliz y parecía que a él también. Podríamos llamarlo un bromance».

### Amber Heard
Tras su relación con Paradis, Depp comenzó a salir con Amber Heard, con la que había coprotagonizado The Rum Diary. Se casaron en una ceremonia civil en febrero de 2015. Heard solicitó el divorcio en mayo de 2016 y obtuvo una orden de restricción temporal, tras declarar que Depp había sido verbal y físicamente abusivo, generalmente cuando había consumido alcohol o drogas. Depp, sin embargo, negó estas afirmaciones y dijo que ella estaba "intentando asegurar una resolución financiera prematura". Llegaron a un acuerdo en agosto de 2016, y el divorcio finalizó en enero de 2017. Heard desestimó la orden de alejamiento y emitieron un comunicado conjunto en el que decían que "su relación era intensamente apasionada y a veces volátil, pero siempre unida por el amor. Ninguna de las partes ha hecho acusaciones falsas para obtener beneficios económicos. Nunca hubo intención de daño físico o emocional". Heard recibió por el acuerdo siete millones de dólares, que se comprometió a donar a la ACLU y al Hospital Infantil de Los Ángeles (CHLA).
En 2018 Depp presentó una demanda por difamación en Reino Unido contra News Group Newspapers (NGN), editores de The Sun, que lo había llamado "golpeador de esposas" en un artículo de abril de ese año. El caso tuvo un juicio muy publicitado en julio de 2020, en el que tanto Depp como Heard testificaron durante varios días. En noviembre, el Tribunal Superior de Justicia dictaminó que doce de los catorce incidentes de violencia alegados por Heard eran "sustancialmente ciertos", rechazó la afirmación de Depp de que se trataba de una falsedad y aceptó que las acusaciones de ella habían dañado su carrera y su activismo. Tras el veredicto, Depp renunció a la franquicia de Fantastic Beasts, por pedido de Warner Bros.
Depp apeló el veredicto y sus abogados acusaron a Heard de no cumplir el compromiso, que habría influido significativamente en la opinión del juez sobre ella. En respuesta, el equipo legal de Heard declaró que aún no había donado la cantidad total debido a sus demandas. El recurso de Depp para anular el veredicto fue rechazado por el Tribunal de Apelación en marzo de 2021, que no consideró convincente el argumento de que la promesa hubiera influido, ya que el juez había sentenciado teniendo en cuenta las pruebas relacionadas con los catorce supuestos incidentes de violencia y la donación no había incidido, porque era un comentario posterior.
A principios de 2019, Depp también demandó a Heard por difamación en Virginia por un artículo de opinión sobre relaciones abusivas publicado por The Washington Post en diciembre de 2018. Alegó que Heard había sido la maltratadora, que sus acusaciones constituían un falsedad y que, como consecuencia, Disney le negó participar en futuros proyectos. Heard contrademandó en agosto de 2020, alegando que él había coordinado "una campaña de acoso a través de Twitter y [mediante] la orquestación de peticiones en línea en un esfuerzo por conseguir su despido de Aquaman y L'Oréal". En octubre, el juez despidió al abogado de Depp, Adam Waldman, después de que éste filtrara a los medios información confidencial amparada por una orden de protección. Tras el veredicto en la demanda contra The Sun al mes siguiente, los abogados de Heard pidieron que se desestimara la demanda por difamación, pero la jueza Penny Azcarate falló en contra porque Heard no había sido demandada en el caso en Reino Unido. En agosto de 2021, un juez de Nueva York dictaminó que la ACLU debía revelar los documentos relacionados con la promesa de Heard a la organización. El juicio de Depp contra Heard comenzó en el condado de Fairfax el 11 de abril de 2022. Whitney Hernandez, hermana de Heard, testificó haber presenciado violencia física por parte del actor contra su esposa y ella misma durante el tiempo en que había convivido con ellos. Una evaluación psicológica de Hughes, convocada por la defensa de Heard, afirmó que prsentaba síndrome de estrés postraumático posiblemente relacionado con el supuesto maltrato de su exesposo.
El 1 de junio de 2022, el jurado falló a favor de Depp en los tres cargos y le otorgó 15 millones en daños. El jurado también falló a favor de Heard en uno de sus tres cargos y le otorgó 2 millones. La juez redujo el monto de los daños punitivos otorgados contra Heard de acuerdo con los límites legales a un monto total de 10,35 millones otorgados a Depp.

## Problemas legales

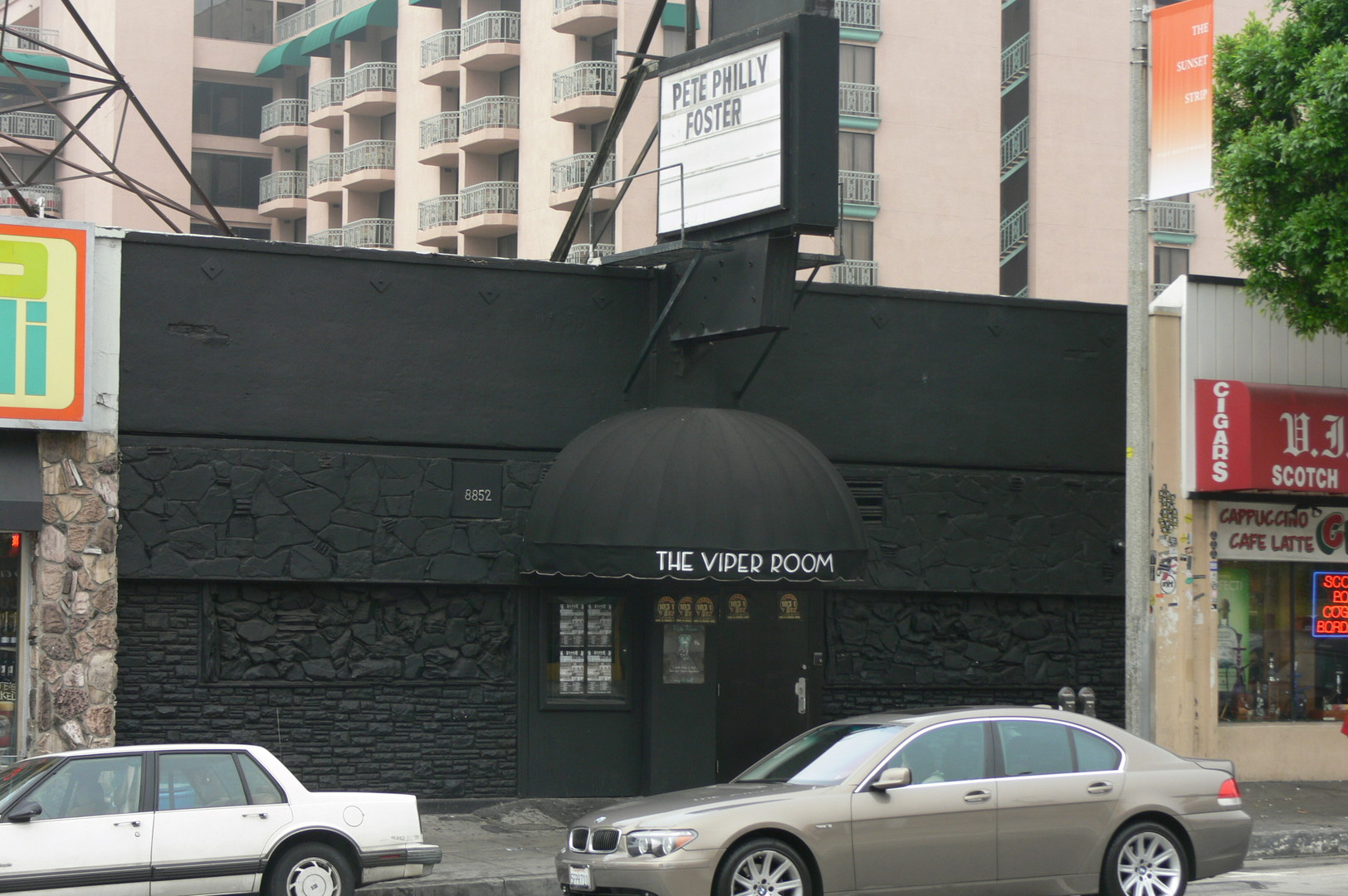
El bar The Viper Room, donde falleció el actor River Phoenix en 1993

Luego de su separación de Ryder, Depp comenzó a concurrir frecuentemente a fiestas y fue detenido por hacer destrozos en su suite de un hotel en Nueva York. Además, se hizo copropietario del bar «The Viper Room» en 1993. El lugar es recordado porque River Phoenix murió en la vereda durante un concierto de la banda P debido a una sobredosis. Finalmente, en 2004 vendió su parte del lugar.
Fue arrestado en 1999, tras pelearse con un paparazzi frente a un restaurante mientras cenaba en Londres con Paradis. En 2003 realizó contundentes declaraciones sobre los Estados Unidos durante una entrevista para la revista alemana Stern. Allí, el actor dijo que «es un país estúpido, un cachorro tonto y agresivo que tiene grandes dientes con los que te puede morder y herir». Sin embargo, más tarde declaró que sus palabras fueron sacadas de contexto y dijo que amaba a su nación.
En noviembre de 2015, el actor recibió el encargo de presentar el premio al mejor documental al productor Shep Gordon en los Hollywood Film Awards. Sin embargo, se encontraba en un supuesto estado de ebriedad y, ante el micrófono, se mostró errático y confundido. Realizó el discurso y finalmente pidió disculpas diciendo que «era una de esas noches». Ni el actor ni sus agentes dieron explicación alguna por el comportamiento. En diciembre, Depp entró en rehabilitación debido al escándalo anterior y por no presentarse al estreno de Into the Woods. Sus personas cercanas y su familia le pidieron que buscara ayuda para tratar su alcoholismo. Anteriormente, el actor había dicho que bebía solo para «soportar la fama». Más tarde, Paradis dijo que Depp podía mantenerse sobrio un tiempo, pero su problema siempre fue la moderación al beber, y culpó de la recaída a Amber Heard. Sin embargo, allegados al actor dijeron que a pesar de que Heard rompió su sobriedad, no necesariamente fue una mala influencia. También declararon que ella y su familia buscaron ayuda para este problema.

### Propiedades
En 2004, tras el rodaje de la primera entrega de Piratas del Caribe, Depp compró una isla a 90 kilómetros de Nasáu, en las Bahamas, por tres millones de euros. El lugar cuenta con seis playas y solo es accesible por barco o hidroavión. En julio de 2015 compró una isla deshabitada en el archipiélago del Dodecaneso. Según la agencia Xinhua, se trata del pequeño islote llamado Stroggilo, en el mar Egeo, valuado en poco más de cuatro millones de euros. En 2007 Depp le compró un viñedo a Paradis. Según un diario británico, adquirió la propiedad francesa como un regalo para ella. El viñedo estaba cerca de la mansión de la pareja, ubicada en los cerros de Massif des Maures. Más tarde, se dio a conocer la fascinación de Depp por los vinos franceses.

### Religión
Depp participó en la canción de la banda Babybird The Jesus Stag Night Club, del álbum The Pleasures of Self Destruction. La letra describe el encuentro entre varios adolescentes y un doble de Jesús, que es alcohólico y conduce un automóvil robado. La canción prosigue narrando un incidente en el que este muere, momento en el que los adolescentes descubren que no era un doble sino que era el verdadero Jesús. La asociación Christian Coalition of America criticó al actor diciendo: «Seguramente él piensa que lo que ha hecho es algo divertido, pero es algo verdaderamente lamentable. Algún día, Johnny Depp y sus amigos tendrán que enfrentar el juicio de nuestro Señor y arderán en el infierno por este desastre».
El 16 de octubre de 2011, asistió a un episodio del show televisivo Larry King Live. Cuando el entrevistador, Larry King, le preguntó si tenía fe, Depp respondió: «Sí, tengo fe en mis hijos [...] Y mi fe es tan grande como el hecho de poder avanzar, de seguir buscando cosas, que las cosas estén bien. La fe en términos de religión, no la tengo, la religión no es mi especialidad».

## Filmografía
- 1984: A Nightmare on Elm Street
- 1985: Private Resort
- 1986: Platoon
- 1986: Slow Burn
- 1990: Cry-Baby
- 1990: Edward Scissorhands
- 1991: Freddy's Dead: The Final Nightmare
- 1993: El sueño de Arizona
- 1993: Benny & Joon
- 1993: ¿A quién ama Gilbert Grape?
- 1994: Ed Wood
- 1994: Don Juan DeMarco
- 1995: Nick of Time
- 1995: Dead Man
- 1997: Donnie Brasco
- 1997: The Brave
- 1998: Fear and Loathing in Las Vegas
- 1999: The Ninth Gate
- 1999: The Astronaut's Wife
- 1999: Sleepy Hollow
- 2000: Antes que anochezca
- 2000: Chocolat
- 2001: Blow
- 2001: Desde el infierno
- 2001: The Man Who Cried
- 2003: Pirates of the Caribbean: The Curse of the Black Pearl
- 2003: Once upon a time in Mexico
- 2004: Lost in La Mancha
- 2004: La ventana secreta
- 2004: Finding Neverland
- 2004: Happily Ever After
- 2005: Charlie y la fábrica de chocolate
- 2005: Corpse Bride
- 2005: The Libertine
- 2006: Pirates of the Caribbean: Dead Man's Chest
- 2007: Piratas del Caribe: en el fin del mundo
- 2007: Sweeney Todd: The Demon Barber of Fleet Street
- 2009: The Imaginarium of Doctor Parnassus
- 2009: Enemigos públicos
- 2010: Alicia en el país de las maravillas
- 2010: The Tourist
- 2011: Rango
- 2011: Pirates of the Caribbean: On Stranger Tides
- 2011: The Rum Diary
- 2011: Jack and Jill
- 2012: Sombras tenebrosas
- 2012: 21 Jump Street
- 2012: For No Good Reason
- 2013: El llanero solitario
- 2013: Lucky Them
- 2014: Transcendence
- 2014: Tusk
- 2014: Into the Woods
- 2015: Mortdecai
- 2015: Black Mass
- 2016: Alicia a través del espejo
- 2016: Yoga Hosers
- 2016: Donald Trump's The Art of the Deal: The Movie
- 2016: Animales fantásticos y dónde encontrarlos
- 2017: Piratas del Caribe: La venganza de Salazar
- 2017: Murder on the Orient Express
- 2018: Animales fantásticos: Los crímenes de Grindelwald
- 2018: Sherlock Gnomes
- 2019: Waiting for the Barbarians
- 2023: Jeanne du Barry

## Discografía
A continuación se detallan los álbumes, sencillos o bandas sonoras en las que Depp participó:
- 1994: The Snake (de Shane MacGowan and The Popes) - canción «That Woman's Got Me Drinking»
- 1995: P (de P) - guitarra, bajo y coros
- 1997: Be Here Now (de Oasis) - canciones «Fade In-Out» y «Fade Away»
- 1999: Avenue B (de Iggy Pop) - canción «Hollywood Affair»
- 2000: Bliss (de Vanessa Paradis) - escritor en «St. Germain» y «Bliss», y guitarra en «Firmaman»
- 2003: Chocolat (banda sonora) - compositor y productor de «Sands' Theme»
- 2007: Sweeney Todd: The Demon Barber of Fleet Street (banda sonora)
- 2008: Pandemonium Ensues (de Glenn Tilbrook & The Fluffers) - canción «Too Close to the Sun»
- 2010: «I Put a Spell on You» (sencillo de Shane MacGowan) - guitarra
- 2010: Ex-Maniac (de Babybird) - canción «Unloveable»
- 2011: The Rum Diary (banda sonora) - productor, compositor y guitarra de «Kemp in the Village», y piano de «Mermaid Song»
- 2011: From Gainsbourg to Lulu (de Lulu Gainsbourg) - canción «Ballade de Melody Nelson»
- 2011: The Pleasures of Self Destruction (de Babybird) - canción «The Jesus Stag Night Club»
- 2012: Music from Another Dimension! (de Aerosmith) - canción «Freedom Fighter»
- 2012: Born Villain (de Marilyn Manson) - canción «You're So Vain»
- 2012: Collective Bargaining (de Jup & Rob Jackson) - canción «Street Runners»
- 2012: West of Memphis (banda sonora) - canciones «Little Lion Man» y «Damien Echols Death Row Letter Year 16»
- 2013: Son of Rogues Gallery: Pirate Ballads, Sea Songs & Chanteys (banda sonora) - guitarra en «The Mermaid»
- 2013: The Manhattan Blues Project (de Steve Hunter) - canción «The Brooklyn Shuffle»
- 2013: Love Songs (de Vanessa Paradis) - canción «New Year»
- 2013: The Lone Ranger (banda sonora) - guitarra en «Poor Paddy on the Railway» y arreglos en «Sweet Betsy from Pike»
- 2014: Lost on the River: The New Basement Tapes (de The New Basement Tapes) - canción «Kansas City»
- 2014: Into the Woods (banda sonora) - canción «Hello, Little Girl»
- 2015: Hollywood Vampires (de Hollywood Vampires) - guitarra

## Premios y nominaciones

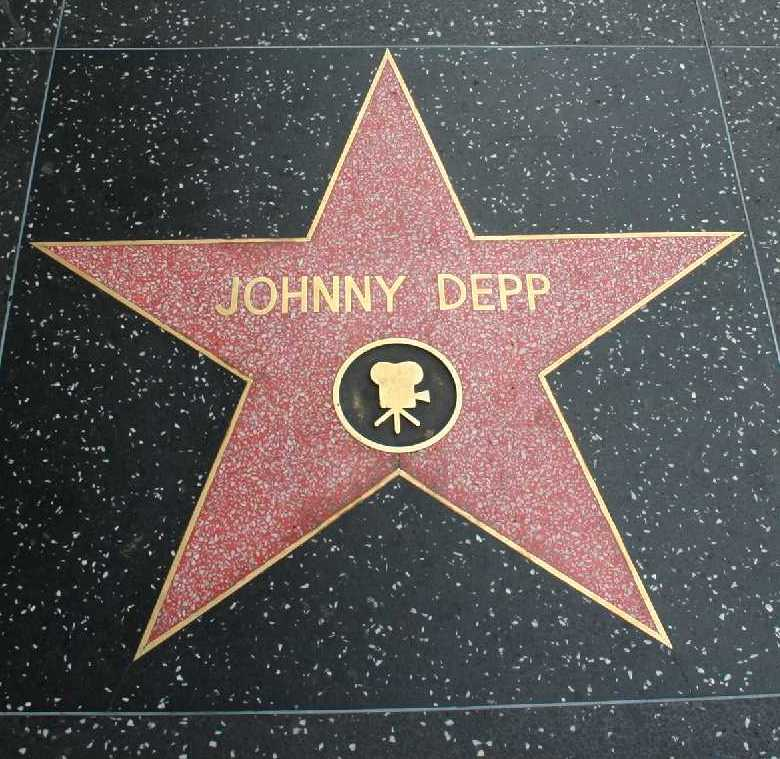
Estrella del actor en el Paseo de la Fama de Hollywood

En 1991, recibió su primera nominación a un Globo de Oro por su trabajo en Edward Scissorhands. A pesar de haber sido nominado en otras nueve ocasiones, lo ganó sólo en 2008 por Sweeney Todd: The Demon Barber of Fleet Street. En 2004, fue nominado al Oscar a Mejor Actor por Pirates of the Caribbean: The Curse of the Black Pearl y, al año siguiente, por Finding Neverland, trabajo por el que también fue candidato a un premio BAFTA.
En 1999, recibió una estrella en el Paseo de la Fama de Hollywood, en el número 7018 de Hollywood Blvd. En 2014 recibió su primera nominación al Premio Golden Raspberry (también conocido como Premio Razzie) por El llanero solitario. El premio se lo quedó Jaden Smith por su trabajo en After Earth.
En agosto de 2015 se presentó a la convención de admiradores Expo D23 de Disney para aceptar el galardón Leyenda Disney. Este premio le fue entregado tanto al actor como a George Lucas y al compositor Danny Elfman. Depp se mostró agradecido con los miembros de Disney, pues estos le dan la «oportunidad de hacer cosas tontas para ganarse la vida».
En 2021, en el marco del Festival de Cine de San Sebastián, recibió el premio Donostia, un galardón honorífico por su trayectoria.